# 葛西稔
葛西 稔（かさい みのる、1967年5月5日 - ）は、青森県弘前市出身の元プロ野球選手（投手）・コーチ・スカウト。

## 来歴・人物

### 高校時代まで
実家は弘前城の近くで鮮魚店を営んでいた。弘前市立城西小学校時代に軟式野球の全国大会へ出場し、チームとしてベスト4の成績を残す。その後、弘前市立第二中学校（弘前二中）を経て、宮城県の東北高等学校へ進む。
東北高校では佐々木主浩の控え投手兼一塁手及び三塁手として活躍、2年次の秋季東北大会では不調の佐々木に代わり主戦投手として準優勝、春の選抜高校野球大会出場の原動力となる。3年次には主に6番・一塁手として夏の甲子園でチームをベスト8に導く。高校時代の甲子園登板は2回戦の佐賀県立佐賀商業高等学校戦で9回に佐々木の後を受け登板した1試合のみ。なお、この試合で前打者の中前適時打が走者の三塁ベース踏み忘れでフイになったが、その後の佐々木が死球で満塁となり、その次の葛西が走者一掃の二塁打を放っている。県大会は4番をつとめたが、甲子園では佐々木に4番を譲り、自分は6番打者だった。

### 大学時代
その後、法政大学へ進み、アンダースローに転向。2度のベストナインに輝き、東京六大学通算18勝7敗の成績を残し、上級生になるとエースとしてリーグ4連覇に貢献。しかしリーグ戦4連覇中、大学日本一の座には届かなかった。1987年、2年次の第18回明治神宮野球大会では4年生エース秋村謙宏擁するも筑波大学に敗れ準優勝。1988年、3年次の第37回大学選手権1回戦の対近畿大学工学部（広島六大学）戦では史上4人目となるノーヒットノーランを達成。昭和最後となる第19回明治神宮野球大会は中止となる。1989年、4年次の第38回大学選手権にも出場したが、3年4年次の両大学選手権ではいずれも優勝した酒井光次郎投手擁する近畿大学に準決勝で敗れた。同89年秋は主軸に黒須陽一郎や3年山口高誉擁する立教大学が久々の優勝を果たし5連覇はならなかった。大学の投手陣には、2学年下に萩原康・高村祐両投手がいた。
第17・18回日米大学野球選手権では日本代表に選出され、特に17回大会では0勝1敗ながらも最高殊勲選手に選ばれる大活躍を見せた。ちなみに、六大学では打者として初打席初本塁打も記録している。
史上空前の大豊作ドラフトと言われた1989年のドラフト会議では野茂英雄の外れ1位で阪神タイガースに入団。

### プロ入り後
即戦力と期待されたが、入団当初は足に故障を抱えていたため活躍ができず、同年他球団にドラフト1位入団した野茂（近鉄）、西村龍次（ヤクルト）、与田剛（中日）、佐々岡真司（広島）、潮崎哲也（西武）、小宮山悟（ロッテ）、酒井光次郎（日本ハム）がルーキーイヤーからチームの中心選手として活躍をしたことと対照的な状態であった。
1991年は先発として活躍、特に対ヤクルトスワローズ戦で5連勝を飾り、「ツバメキラー」と呼ばれる。
1992年のヤクルトとの開幕戦では実績を買われ開幕投手に抜擢された。7月12日の中日戦（ナゴヤ球場）で小島弘務から通算で唯一となる本塁打を打っている。開幕からローテーションを守っていたが内容の悪さから8月末に先発を外され大接戦だった9月にリリーフで2試合の登板に終わった。
1993年も開幕からローテーションに入ったが、次第に打ち込まれるシーンが目立つようになり、先発失格の烙印を押され、リリーフにシフトチェンジしていった。
1996年にはリーグ最多の63試合に登板するなど、以降はリリーフ陣の1人として伊藤敦規、遠山奬志、弓長起浩らと共に活躍。
特に野村克也が監督だった2000年には、5月21日の横浜ベイスターズ戦では一塁を守り、同い年の左のサイドスロー・遠山と交互に登板する変則的なワンポイント継投が行われた。この継投は「野村スペシャル」「遠山・葛西スペシャル」「勝利の連立方程式」「遠山・葛西・遠山・葛西」などと呼ばれ、カルビープロ野球カードや月刊タイガースの表紙にも遠山と2人1組で起用された。同一試合で2人の選手が2度登板するのは2リーグ制以降では21年ぶり2度目だった（1979年8月19日の中日戦で阪神の山本和行（投→右→投）と池内豊（投→左→投）が記録）。この日以降、この変則継投はしばしば行われることとなった。
2002年には投手コーチ（一軍ブルペン担当）を兼任するも、試合には登板せずに実質コーチとして働き、同年、伊藤、遠山らとともに引退。

### 選手引退後
2003年以降は二軍投手コーチとして、コーチ業に専念する（2005年からは遠山も二軍投手コーチとして復帰し、再びタッグを組むこととなった）。2003年、当時同じ二軍投手コーチであった山口高志の助言を受けた藤川球児のフォーム改造の指導にあたり、後の藤川の成長のきっかけを作った事でも知られる。
2009年からスカウトへ転任。2012年より東北・北海道地区を担当。兵庫県から生まれ育った弘前に転居して活動している。

## 詳細情報

### 年度別投手成績
| 年 度     | 球 団     | 登 板 | 先 発 | 完 投 | 完 封 | 無 四 球 | 勝 利 | 敗 戦 | セ 丨 ブ | ホ 丨 ル ド | 勝 率 | 打 者 | 投 球 回 | 被 安 打 | 被 本 塁 打 | 与 四 球 | 敬 遠 | 与 死 球 | 奪 三 振 | 暴 投 | ボ 丨 ク | 失 点 | 自 責 点 | 防 御 率 | W H I P |
| --------- | --------- | ----- | ----- | ----- | ----- | -------- | ----- | ----- | -------- | ----------- | ----- | ----- | -------- | -------- | ----------- | -------- | ----- | -------- | -------- | ----- | -------- | ----- | -------- | -------- | ------- |
| 1990      | 阪神      | 4     | 1     | 0     | 0     | 0        | 0     | 1     | 0        | --          | .000  | 31    | 5.2      | 10       | 1           | 5        | 0     | 0        | 0        | 0     | 0        | 6     | 6        | 9.53     | 2.65    |
| 1991      | 阪神      | 17    | 15    | 6     | 0     | 1        | 8     | 8     | 0        | --          | .500  | 385   | 93.0     | 86       | 9           | 24       | 1     | 4        | 52       | 0     | 0        | 44    | 39       | 3.77     | 1.18    |
| 1992      | 阪神      | 21    | 17    | 1     | 1     | 0        | 6     | 8     | 0        | --          | .429  | 460   | 105.2    | 116      | 16          | 35       | 3     | 5        | 61       | 1     | 0        | 52    | 45       | 3.83     | 1.43    |
| 1993      | 阪神      | 10    | 7     | 1     | 0     | 0        | 2     | 3     | 0        | --          | .400  | 183   | 43.0     | 43       | 4           | 12       | 2     | 4        | 19       | 0     | 0        | 21    | 19       | 3.98     | 1.28    |
| 1994      | 阪神      | 11    | 3     | 0     | 0     | 0        | 2     | 1     | 0        | --          | .667  | 97    | 22.1     | 20       | 2           | 12       | 0     | 2        | 16       | 1     | 0        | 12    | 9        | 3.63     | 1.43    |
| 1995      | 阪神      | 16    | 4     | 0     | 0     | 0        | 0     | 3     | 0        | --          | .000  | 119   | 26.1     | 32       | 1           | 9        | 0     | 2        | 19       | 0     | 0        | 18    | 14       | 4.78     | 1.56    |
| 1996      | 阪神      | 63    | 1     | 0     | 0     | 0        | 1     | 1     | 1        | --          | .500  | 349   | 81.2     | 77       | 5           | 36       | 2     | 5        | 54       | 0     | 1        | 34    | 30       | 3.31     | 1.38    |
| 1997      | 阪神      | 44    | 0     | 0     | 0     | 0        | 6     | 3     | 10       | --          | .667  | 249   | 59.2     | 50       | 3           | 25       | 7     | 1        | 36       | 2     | 1        | 16    | 10       | 1.51     | 1.26    |
| 1998      | 阪神      | 51    | 0     | 0     | 0     | 0        | 1     | 3     | 0        | --          | .250  | 243   | 54.1     | 54       | 2           | 28       | 2     | 5        | 44       | 3     | 0        | 24    | 23       | 3.81     | 1.51    |
| 1999      | 阪神      | 19    | 0     | 0     | 0     | 0        | 2     | 1     | 0        | --          | .667  | 100   | 20.1     | 34       | 2           | 8        | 1     | 1        | 11       | 0     | 0        | 19    | 14       | 6.20     | 2.07    |
| 2000      | 阪神      | 43    | 0     | 0     | 0     | 0        | 7     | 6     | 17       | --          | .538  | 186   | 44.0     | 37       | 2           | 18       | 8     | 1        | 26       | 0     | 0        | 14    | 12       | 2.45     | 1.25    |
| 2001      | 阪神      | 32    | 0     | 0     | 0     | 0        | 1     | 2     | 1        | --          | .333  | 124   | 28.0     | 31       | 1           | 11       | 3     | 1        | 14       | 0     | 0        | 13    | 12       | 3.86     | 1.50    |
| 通算:12年 | 通算:12年 | 331   | 48    | 8     | 1     | 1        | 36    | 40    | 29       | --          | .474  | 2526  | 584.0    | 590      | 48          | 223      | 29    | 31       | 352      | 7     | 2        | 273   | 233      | 3.59     | 1.39    |

- 各年度の太字はリーグ最高
- 2000年は前述の投手リレーにより一塁手として5試合出場

### 年度別守備成績
| 年 度 | 球 団 | 投手  | 投手  | 投手  | 投手  | 投手  | 投手     | 一塁  | 一塁  | 一塁  | 一塁  | 一塁  | 一塁     |
| 年 度 | 球 団 | 試 合 | 刺 殺 | 補 殺 | 失 策 | 併 殺 | 守 備 率 | 試 合 | 刺 殺 | 補 殺 | 失 策 | 併 殺 | 守 備 率 |
| ----- | ----- | ----- | ----- | ----- | ----- | ----- | -------- | ----- | ----- | ----- | ----- | ----- | -------- |
| 1990  | 阪神  | 4     | 0     | 1     | 0     | 0     | 1.000    | -     | -     | -     | -     | -     | -        |
| 1991  | 阪神  | 17    | 3     | 18    | 0     | 0     | 1.000    | -     | -     | -     | -     | -     | -        |
| 1992  | 阪神  | 21    | 5     | 17    | 0     | 0     | 1.000    | -     | -     | -     | -     | -     | -        |
| 1993  | 阪神  | 10    | 2     | 9     | 0     | 2     | 1.000    | -     | -     | -     | -     | -     | -        |
| 1994  | 阪神  | 11    | 3     | 3     | 0     | 0     | 1.000    | -     | -     | -     | -     | -     | -        |
| 1995  | 阪神  | 16    | 0     | 5     | 0     | 0     | 1.000    | -     | -     | -     | -     | -     | -        |
| 1996  | 阪神  | 63    | 5     | 18    | 1     | 0     | .958     | -     | -     | -     | -     | -     | -        |
| 1997  | 阪神  | 44    | 5     | 19    | 0     | 2     | 1.000    | -     | -     | -     | -     | -     | -        |
| 1998  | 阪神  | 51    | 4     | 14    | 0     | 2     | 1.000    | -     | -     | -     | -     | -     | -        |
| 1999  | 阪神  | 19    | 0     | 4     | 0     | 0     | 1.000    | -     | -     | -     | -     | -     | -        |
| 2000  | 阪神  | 43    | 2     | 9     | 0     | 1     | 1.000    | 5     | 2     | 0     | 0     | 0     | 1.000    |
| 2001  | 阪神  | 32    | 2     | 6     | 0     | 0     | 1.000    | -     | -     | -     | -     | -     | -        |
| 通算  | 通算  | 331   | 31    | 123   | 1     | 7     | .994     | 5     | 2     | 0     | 0     | 0     | 1.000    |

### 表彰
- 優秀JCB・MEP賞：1回 （1991年）
- サンスポMVP特別賞 （2000年）[10]

### 記録
投手記録
- 初登板：1990年7月14日、対横浜大洋ホエールズ14回戦（阪神甲子園球場）、6回表から4番手で救援登板、1回1失点
- 初先発登板：1990年8月8日対中日ドラゴンズ22回戦（ナゴヤ球場）、3回1/3を5失点で敗戦投手
- 初勝利・初完投勝利：1991年6月30日、対ヤクルトスワローズ16回戦（阪神甲子園球場）、9回1失点
- 初完封勝利：1992年6月9日、対中日ドラゴンズ8回戦（阪神甲子園球場）
- 初セーブ：1996年6月12日、対広島東洋カープ10回戦（広島市民球場）、12回裏から4番手で救援登板・完了、1回無失点
- 1球勝利投手：2000年8月3日、対中日ドラゴンズ19回戦（阪神甲子園球場）、9回表1死から6番手で救援登板・完了、レオ・ゴメスを併殺打 ※史上12人目

### 背番号
- 13 （1990年 - 2002年）
- 82 （2003年 - 2008年）

### 登場曲
- 『Shout』 / Tears for Fears[11]